# Paul Debevec

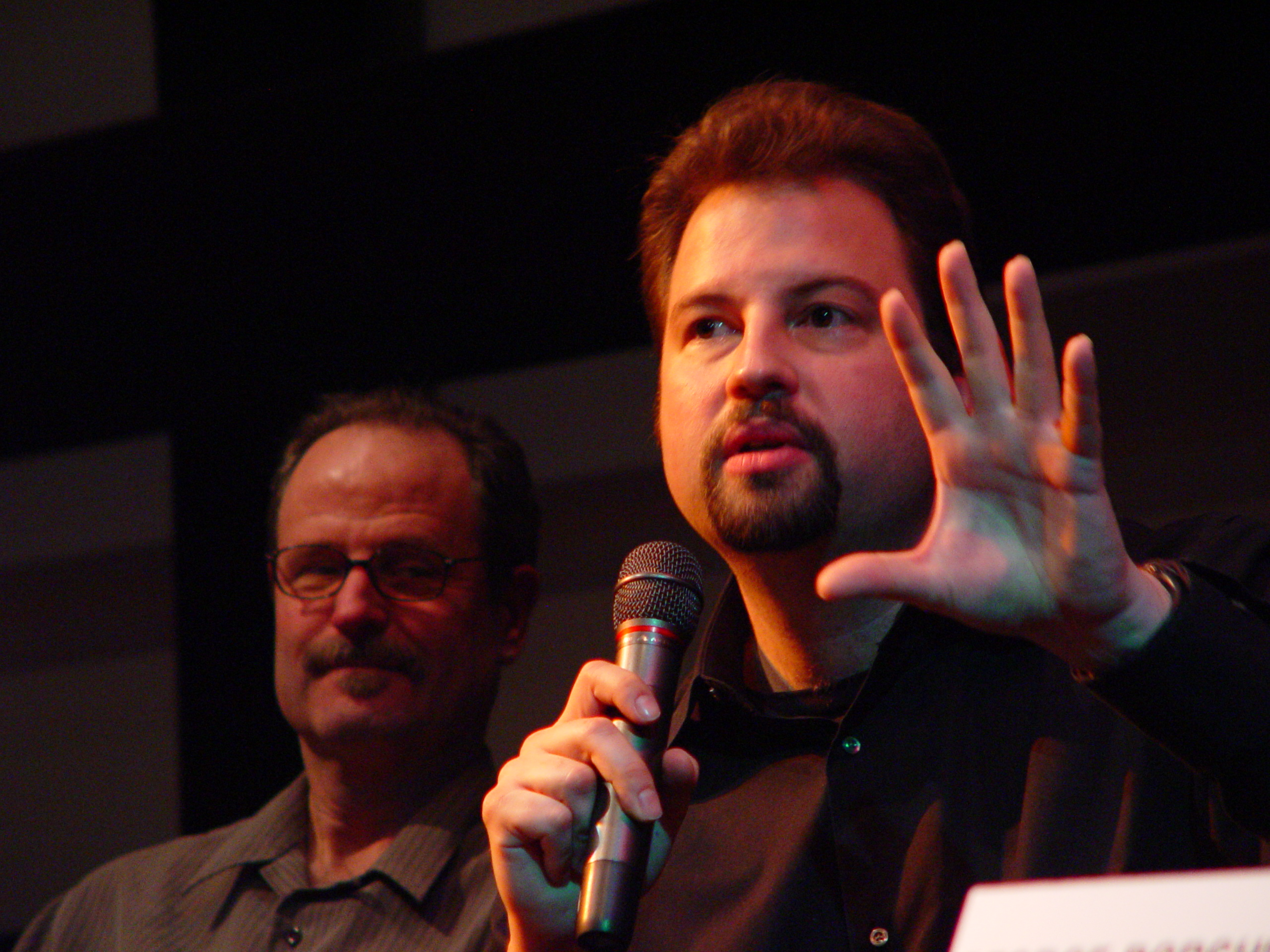
Paul Debevec

Paul Debevec (geb. um 1972 in Princeton) ist ein US-amerikanischer Informatiker. Er ist an der University of Southern California (USC) im Bereich der Computergrafik tätig.

## Wissenschaftliche Arbeit
1996 schrieb Debevec an der UC Berkeley seine Doktorarbeit. Sie beschreibt die Algorithmen der Software Façade, mit deren Hilfe aus einer Serie von Fotos das texturierte 3D-Modell eines Gebäudes rekonstruiert werden kann, ein Verfahren, das als bildbasiertes Modellieren (image-based modeling) bezeichnet wird.
Debevec präsentierte diese Technik erstmals einer breiteren Öffentlichkeit auf der SIGGRAPH 97 mit dem berühmt gewordenen Campanile-Video, einem virtuellen Vorbeiflug am Sather Tower, den er im Rahmen seiner Doktorarbeit erstellt hatte. Seine darin gezeigten Ergebnisse finden unter anderem auch in der Filmindustrie Anklang und wurden zum Beispiel für die computergenerierten Schauplätze in Die Matrix oder zuletzt in Batman Begins eingesetzt.
Nach seiner Dissertation widmete sich Debevec der bildbasierten Beleuchtung. Diese Technik erlaubt es, Lichtwerte direkt aus High-Dynamic-Range-Fotografien abzutasten und in computergenerierte Szenen zu importieren. Damit lassen sich sehr natürlich wirkende Bilder erzeugen. Angewendet wurde diese Idee zum Beispiel in den Filmen Matrix Reloaded, X-Men 2 oder Die Zeitmaschine.
Zusammen mit der Industrie entwickelte Debevec ferner sogenannte Lichtbühnen, welche es ermöglichen, computergenerierte Schauspieler in realistisches Licht zu tauchen. Derartige Bühnen wurden unter anderem für die Produktion von Spider-Man 2 eingesetzt.